# 白皮绣球
白皮绣球（学名：Hydrangea kwangsiensis var. hedyotidea）为绣球花科绣球属下粤西绣球（Hydrangea kwangsiensis）的一个变种。

## 扩展阅读
- 維基物種上的相關：白皮绣球